# Палево (станция)
Палево — железнодорожная станция Сахалинского региона Дальневосточной железной дороги. Названа по селу Палево.

## История
Станция открыта в 1975 году в составе пускового участка Победино — Тымовск.

## Деятельность
По параграфу станция способна осуществлять небольшие грузовые отправления со складов и на открытых площадках, а также продажу пассажирских билетов. На станции останавливаются пассажирские поезда № 601/602 и №967/968 Южно-Сахалинск — Тымовск (поезд № 601/602 следует с беспересадочными вагонами, следующими до Ногликов). Скорый поезд № 001/002 на станции не останавливается.

## Изображения
- Старое здание станции
- Водонапорная башня